# Дом Волохова
Дом Волохова — двухэтажный жилой дом расположен в Ленинском районе Севастополя на Центральном городском холме по адресу: улица Суворова, 19; памятник градостроительства и архитектуры.
Дом имеет Г-образную форму, три входа на первый этаж: один на улицу Павличенко, два — на улицу Фрунзе. На второй этаж ведёт лестница со стороны улицы Суворова. Вход в виде портика из дорических пилястр с треугольным фронтоном.

## Из истории
Дом возведён в 1840-х годах из инкерманского камня в стиле ампир и принадлежал отставному поручику Даниилу Кирилловичу Волохову, родственнику Владимира Алексеевича Корнилова. В нём находилась последняя квартира начальника штаба Черноморского флота вице-адмирала В.А. Корнилова. Прибыв из Николаева в Севастополь, он жил сначала в доме контр-адмирала В. Истомина на Екатерининской улице, а 26 сентября 1854 года поселился в Волохова, так как рядом с его домом находился телеграф. Там же разместились штаб Корнилова, его адъютанты и флаг-офицеры.
После гибели Корнилова в доме жил адмирал П.С. Нахимов. Дом был сильно повреждён и восстановлен после Крымской войны.
В конце XIX века хозяином дома был инженер Семёнов, а в начале XX века он принадлежал господину Клепикову. В 1905 году на фасаде здания на уровне второго этажа установили мемориальную доску из белого мрамора с надписью, что в нём находилась последняя квартира В.А. Корнилова.
Дом, с небольшими перестройками сохранился до нынешнего времени и является жилым.